# 5 Broken Cameras
5 Broken Cameras é um documentário franco-palestino-israelense de 2012 dirigido por Emad Burnat e Guy Davidi. O título do filme 5 Câmeras Quebradas, em tradução para o português — refere-se ao fato de Burnat ter tido cinco de suas filmadoras destruídas durante os seis anos em que trabalhou no documentário. Aclamado pela crítica, "5 Broken Cameras" recebeu uma nomeação ao Oscar de melhor documentário de longa-metragem.

## Sinopse
Emad Burnat, um agricultor palestino que vive em Bil'in, na Cisjordânia, comprou uma câmera em 2005 para acompanhar o crescimento de seu filho Gibreel. Quase ao mesmo tempo em que a criança dá seus primeiros passos, o exército israelense constrói uma barreira entre Bil'in e um assentamento de colonos judeus. As gravações, de caráter familiar, passam a documentar os protestos dos moradores da região palestina contra o bloqueio, originando o documentário.

## Elenco
- Emad Burnat ... Ele mesmo (narrador)
- Soraya Burnat ... Ele mesma, esposa de Emad
- Mohammed Burnat ... Ele mesmo, filho de Emad
- Yasin Burnat ... Ela mesma, filha de Emad
- Taky-Adin Burnat ... Ele mesmo, filho de Emad
- Gibreel Burnat ... Ele mesmo, filho de Emad
- Muhammad Burnat ... Ele mesmo,  pai de Emad
- Bassem Abu-Rahma ... Ele mesmo
- Adeeb Abu-Rahma ... Ele mesmo
- Ashraf Abu-Rahma ... Ele mesmo
- Intisar Burnat ... Ela mesma, mãe de Emad
- Eyad Burnat ... Ele mesmo, irmão de Emad
- Riyad Burnat ... Ele mesmo, irmão de Emad
- Khaled Burnat ... Ele mesmo, irmão de Emad
- Jafar Burnat ... Ele mesmo, irmão de  Emad

## Prêmios
| Ano  | Premiação                   | Categoria                                        | Resultado |
| ---- | --------------------------- | ------------------------------------------------ | --------- |
| 2012 | Festival Sundance de Cinema | Melhor Documentário                              | Venceu    |
| 2013 | Oscar                       | Oscar de melhor documentário de longa-metragem   | Indicado  |
| 2013 | Emmy Internacional          | Prêmio Emmy Internacional de melhor documentário | Venceu    |